# Nicole Silveira
Nicole Rocha Silveira (Rio Grande, 7 de maio de 1994) é uma piloto de skeleton brasileira.

## Carreira
Nascida em Rio Grande, Nicole Silveira mudou-se para o Canadá aos sete anos de idade. Ela começou a competir profissionalmente em 2017 e, logo em seguida, estreou na temporada 2018–19 da Copa do Mundo de Skeleton, quando terminou na 25ª colocação. Nas temporadas seguintes, teve um desempenho semelhante, com a 24ª e 22ª posição. Ela também já chegou a competir na Copa do Mundo de Bobsleigh em 2017–18, no 18º lugar.
Nos Jogos Olímpicos de Inverno de 2022, foi a primeira brasileira a participar do evento em sua modalidade. Com a décima terceira colocação, também conseguiu a marca de melhor participação do Brasil nos esportes olímpicos de gelo.

## Resultados
O melhor resultado da carreira de Nicole Silveira foi a conquista da medalha de bronze em uma das etapas da Copa do Mundo da temporada de 2024-25. Os resultados a seguir são disponibilizados pela Federação Internacional de Bobsleigh e Skeleton:
| 2020–21 | SIG 1 18 | SIG 2 18 | IGL 1 18 | IGL 2 18 | WIN —    | STM —  | KON 20   | IGL 3 — | 388  | 22 |
| 2021–22 | IGL 1 —  | IGL 2 —  | ALT 1 14 | WIN 1 16 | ALT 2 9  | SIG 24 | WIN 2 18 | STM 18  | 565  | 19 |
| 2022–23 | WHI 8    | PAC 10   | LPL 12   | WIN 14   | ALT 1 10 | ALT 16 | IGL 16   | SIG 12  | 1008 | 11 |
| 2023–24 | YAN 11   | LAP 16   | IGL 7    | STM 12   | LIL 10   | SIG 26 | ALT 24   | LAK 18  | 833  | 14 |
| 2024–25 | PYE 1 3  | PYE 2 6  | YAN DNP  | ALT 7    | SIG 14   | WIN 8  | STM 3    | LIL 6   | 1192 | 6  |

## Vida pessoal
Nicole é abertamente bissexual e está em relacionamento com a também piloto de skeleton Kim Meylemans.